# 龙吟镇
龙吟镇，是中华人民共和国贵州省黔西南布依族苗族自治州普安县下辖的一个乡镇级行政单位。

## 行政区划
龙吟镇下辖以下地区：
红旗社区、硝洞村、吟塘村、布路村、高阳村、石古村、文笔村和北盘江村。